# تود لارخام
تود لارخام (بالإنجليزية: Todd Larkham)‏ مواليد 13 أكتوبر 1974 في كانبرا، هو لاعب كرة مضرب أسترالي سابق بدأ مسيرته كمحترف سنة 1993 وكان يلعب باليد اليمنى. أعلى تصنيف له في الفردي كان المركز الـ 136 في سنة 2003. أعلى تصنيف له في الزوجي كان المركز الـ 168 في سنة 1998.

## النهائيات

### الفردي: (1)
| الرقم | السنة | الدورة              | الأرضية | المنافس في النهائي | النتيجة في النهائي |
| ----- | ----- | ------------------- | ------- | ------------------ | ------------------ |
| 1.    | 2003  | سخييفينينغن, هولندا | ترابية  | دييغو فيرونيلي     | 7–6(7–4), 4–6, 6–4 |

### الزوجي: (2)
| الرقم | السنة | الدورة          | الأرضية | الشريك        | المنافس في النهائي               | النتيجة في النهائي |
| ----- | ----- | --------------- | ------- | ------------- | -------------------------------- | ------------------ |
| 1.    | 1998  | أولبيا, إيطاليا | صلبة    | كريس ويلكنسون | توماس شيمادا فيليبو فيجليو       | 3–6, 6–3, 7–6      |
| 2.    | 2002  | غرونوبل, فرنسا  | صلبة    | مايكل تيبوت   | ماسيمو بيرتوليني كريستيان براندي | 4–6, 6–3, 6–4      |

## روابط خارجية
- تود لارخام على موقع رابطة محترفي التنس (الإنجليزية)
- تود لارخام على موقع الاتحاد الدولي لكرة المضرب (الإنجليزية)
- تود لارخام على موقع خلاصة التنس.كوم (الإنجليزية)